# Iviers
Iviers é uma comuna francesa na região administrativa de Altos da França, no departamento de Aisne. Estende-se por uma área de 7,45 km². Em 2010 a comuna tinha 234 habitantes (densidade: 31,4 hab./km²).